# Pillán (Chile)
Pillán es una localidad rural ubicada en el Fiordo Reñihue, en la comuna de Cochamó, Región de Los Lagos (Chile). Se encuentra próxima a Caleta Fiordo Largo, punto de espera para el transbordador hacia Caleta Gonzalo. 
En sus proximidades se encuentra el Fundo Reñihue junto al río del mismo nombre, y cuenta con el Aeródromo Pillán.